# Marquage CE

Logo vectoriel du marquage CE.

Le marquage CE a été créé dans le cadre de l'harmonisation des législations techniques européennes.
Ce marquage réglementaire indique que le fabricant engage sa responsabilité sur la conformité aux exigences essentielles du produit, c'est-à-dire sa conformité à l'ensemble des exigences fixées par la législation de l'Union européenne applicable à ce produit. Il est obligatoire lors de la mise sur le marché européen des produits entrant dans le champ d'application d'une directive ou d'un règlement européen l'exigeant. Il permet la mise sur le marché et la libre circulation des marchandises au sein de l'espace économique européen.
Il n'est ni une marque de certification ni une indication de l'origine géographique du produit.
Le guide bleu permet la bonne application des principes liés au marquage CE.

## Champ d'application

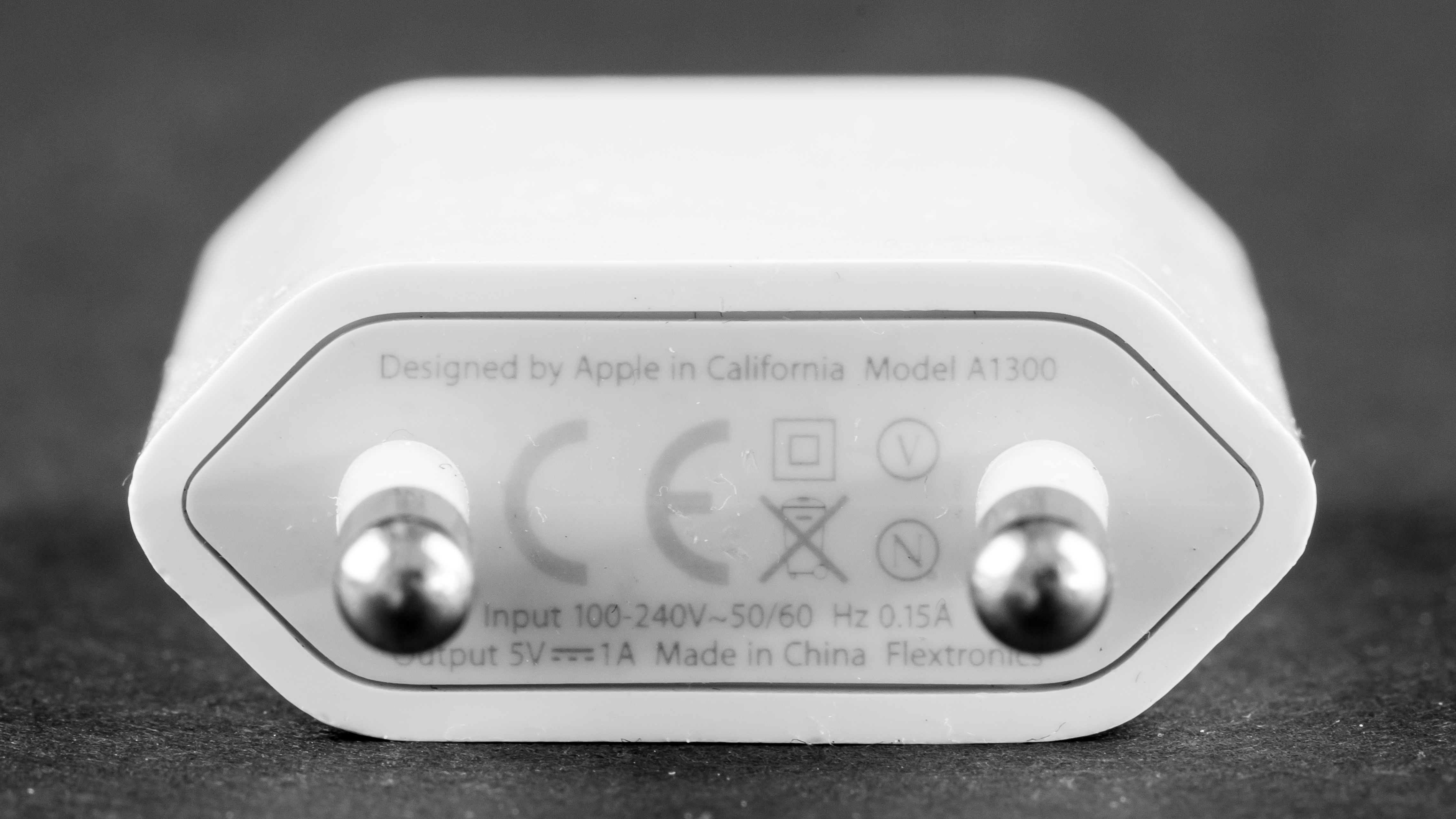
CE marking example on a mobile phone charger

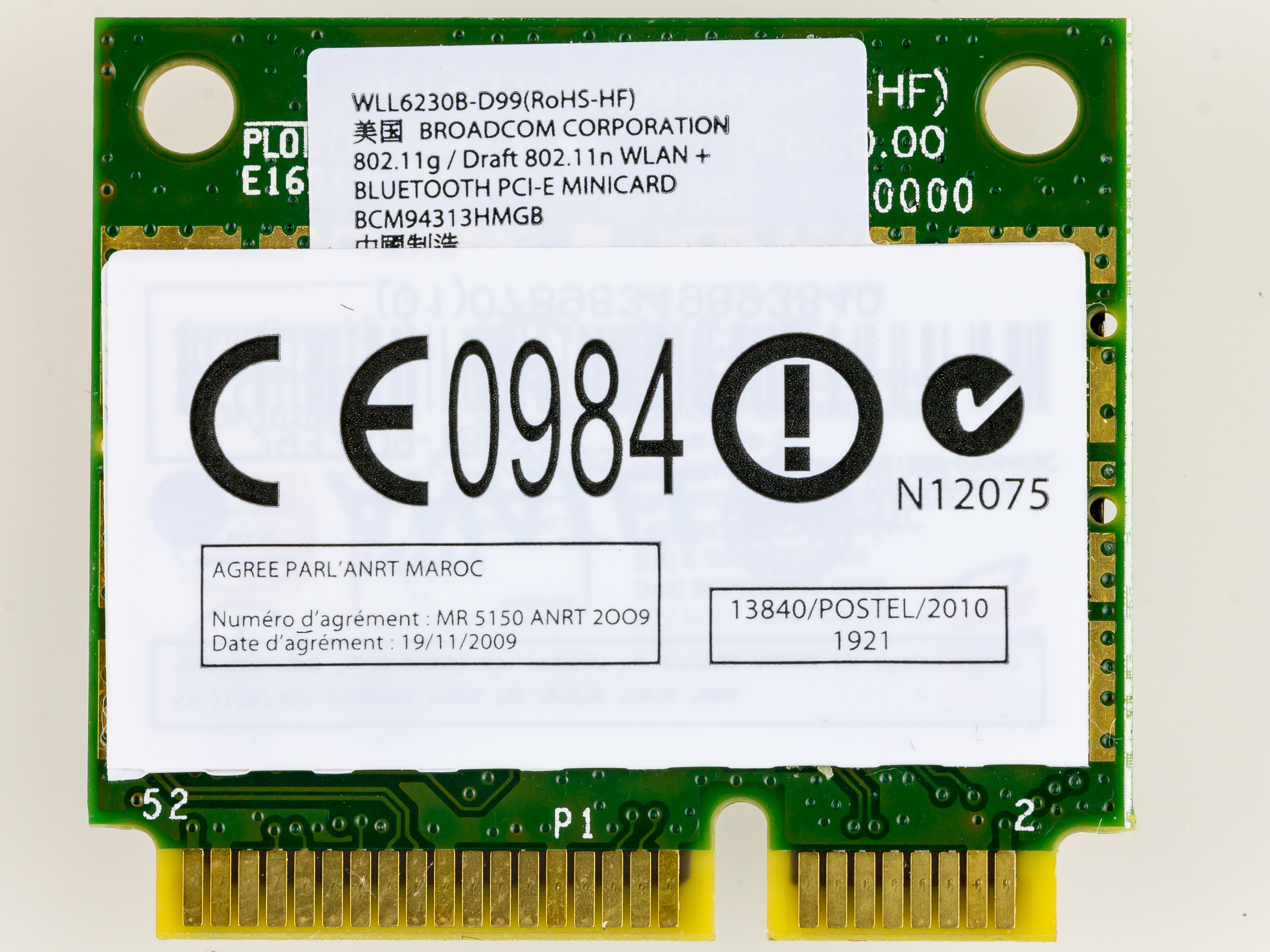
Example of the mark followed by the registration number of a notified body

Afin d'identifier si le marquage CE est obligatoire sur un produit, il faut établir quelle est la législation européenne applicable à ce produit.
La législation européenne liée au marquage CE est basée sur le principe « Nouvelle approche », tel qu'il a été renforcé par le cadre commun pour la commercialisation des produits puis par la réglementation sur la surveillance du marché et la conformité des produits. Ce cadre commun permet au législateur d'établir des exigences et des principes horizontaux alignés pour l'ensemble des directives et règlements liés au marquage CE.
Si le produit n'entre pas dans le champ d'application d'une législation requérant le marquage CE, celui-ci ne doit pas être utilisé.
Lorsque le produit entre dans le champ d'application de l'une des législations requérant le marquage CE, celui-ci est obligatoire lors de la mise sur le marché de ce produit sur l'espace économique européen, la Suisse, la Turquie et l'Irlande du Nord. Le marquage CE est aussi reconnu dans d'autres pays. 

### Liste non exhaustive de législation de l'UE requérant le marquage CE

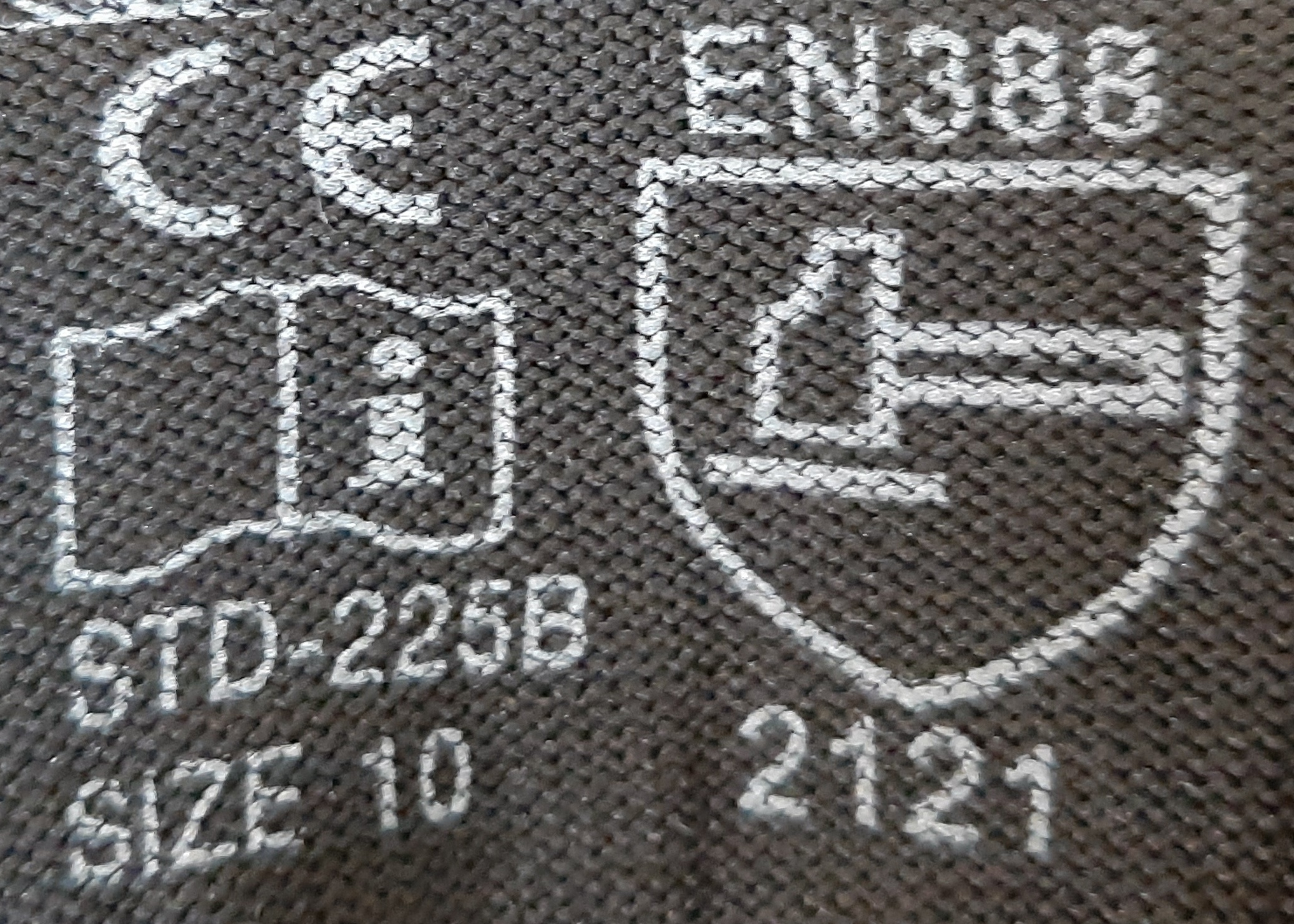
Marquage sur EPI (gants)

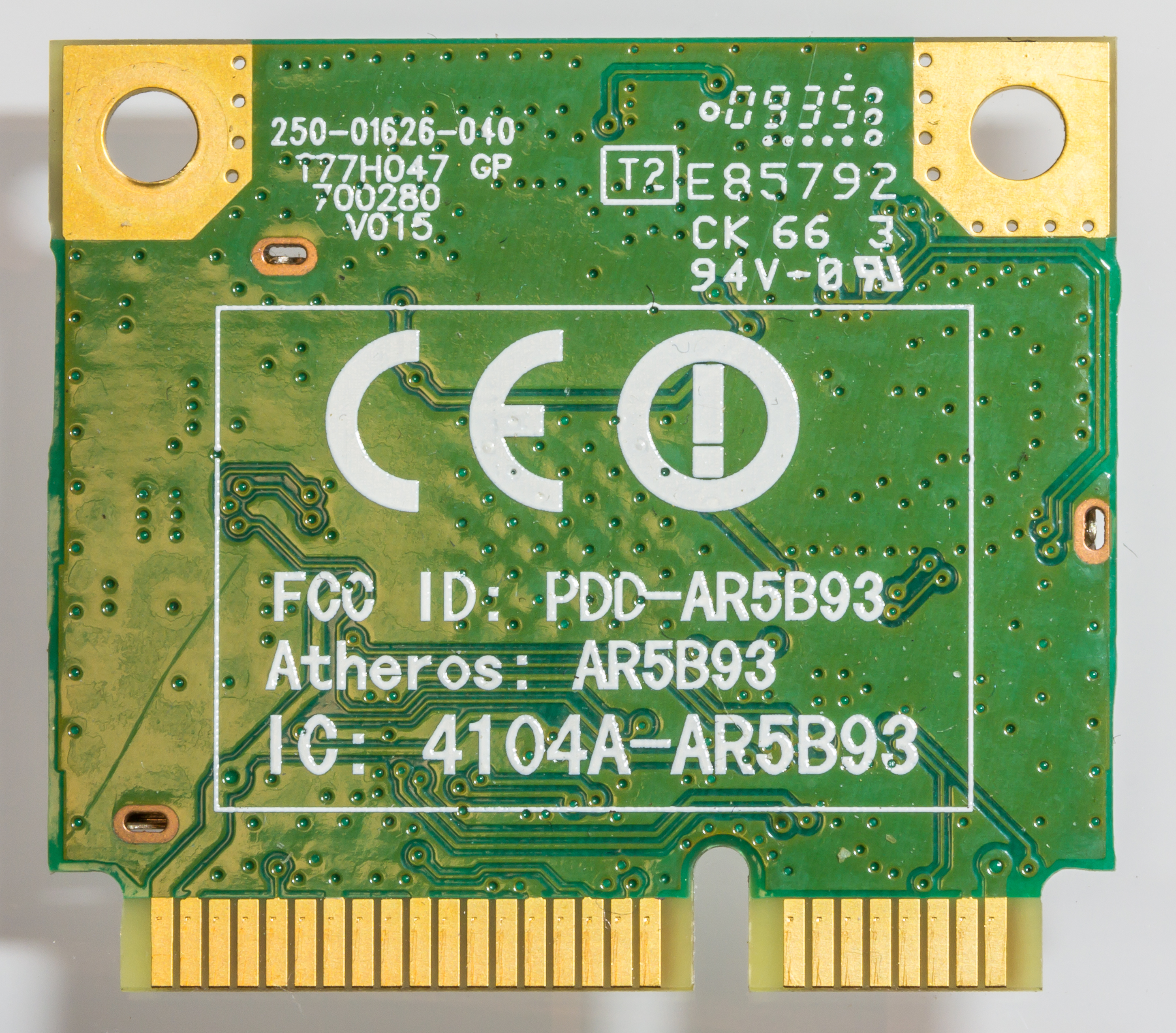
Marquage sur équipment radio (carte Wi‑Fi)

La liste ci-dessous donne quelques exemples de directives et règlements requérant le marquage CE.
- Appareils à gaz ;
- Appareils et systèmes de protection destinés à être utilisés en atmosphères explosibles (ATEX) ;
- Articles pyrotechniques ;
- Ascenseurs ;
- Autres dispositifs médicaux[4] ;
- Bateaux de plaisance ;
- Compatibilité électromagnétique ;
- Dispositifs médicaux implantables actifs[5] ;
- Dispositifs destinés au diagnostic in vitro[6] ;
- Équipements de protection individuelle ;
- Équipements Radio ;
- Équipements sous pression ;
- Explosifs à usage civil ;
- Installations à câbles transportant des personnes ;
- Instruments de mesure ;
- Instruments de pesage à fonctionnement non automatique ;
- Limitation de l’utilisation de certaines substances dangereuses dans les équipements électriques et électroniques (RoHS)
- Machines ;
- Matériel électrique basse tension ;
- Produits de construction ;
- Récipients à pression simples ;
- Rendement des chaudières à eau chaude alimentées en combustibles liquides ou gazeux ;
- Sécurité des jouets.

### Mise sur le marché
Chaque unité d'un produit est mise sur le marché européen lors de la première mise à disposition de cette unité dans l'un des États membres de l'espace économique européen ou de l'Irlande du Nord. La Suisse est un marché séparé de l'espace économique européen.
C'est au moment de cette mise sur le marché que l'unité doit être conforme à l'ensemble des exigences applicables à celui-ci. Une fois mis sur le marché européen, celui-ci est en libre circulation. C'est-à-dire, l'unité de produit peut être de nouveau mise à disposition sans requérir une nouvelle évaluation de conformité.
Toutefois, les opérateurs économiques doivent s'assurer que les documentations fournies avec le produit sont rédigées dans la langue requise par le pays de destination. D'autres exigences nationales non harmonisées peuvent s'appliquer lors de l'entrée d'une unité de produit dans l'État membre, tel que les prises secteur des appareils électriques.
Il est à noter que, dans le cadre de certaines législations alignées sur le cadre commun et mentionnées dans la réglementation de surveillance de marché et la conformité des produits UE 2019/1020, il ne peut pas être mis sur le marché européen un produit pour lequel aucun opérateur économique n'est établie dans l'Union Européenne.

### Les exclusions du champ d'application d'une directive ou d'un règlement.
Chaque législation contient un champ d'application et des exclusions à ce champ.
La lecture de chaque législation et de leurs guides officiels publiés par la Commission européenne permet de clarifier ses exclusions.
Par exemple, 
- La directive basse tension, qui requiert la sûreté des équipements électriques, ne s'applique qu'aux équipements électriques alimentés dans une certaine gamme de tension et celle-ci exclut les prises d'alimentation et les équipements radio.
- Les directives des équipements Radio et CEM ne s'appliquent pas au matériel autoconstruit des radioamateurs (conformément au traité international sur les télécommunications) ;
- L'automobile et l'aéronautique disposent de leur propre système de certification défini par des législations hors marquage CE. De même pour le matériel ferroviaire (fixe ou roulant) dont la plupart des exigences sont hors marquage CE.

Aussi, la plupart des directives contiennent des clauses de sauvegarde, permettant à un État membre d'empêcher l'entrée sur son marché d'un produit jugé contraire à la sécurité ou autre exigence essentielle de protection telle qu'elle a été requise par la législation européenne.

## Exigences propres au marquage

Diagramme de construction du marquage.

Le marquage CE doit être apposé par le fabricant (ou par son mandataire dans l'Union européenne) avant la mise sur le marché du produit.
Le marquage CE doit figurer sur le produit ou sa plaque signalétique de manière visible, claire et indélébile, et doit se conformer au diagramme de construction établi à l'Annexe II du Règlement (CE) n° 765/2008.
Sa taille requise est d’au moins 5 mm de haut et toutes les proportions doivent être conservées.
Il n’existe pas de restriction en matière de couleurs à l’exception de la visibilité du marquage. Il n’existe pas non plus d’exigences claires de gravure ou d’impression à l’exception de l’indélébilité du marquage. Le marquage peut être plein ou creux.
Lorsqu'il est impossible de placer le marquage directement sur le produit, il doit alors être placé sur l'emballage ou dans la documentation fournie avec le produit. Cette exception s'applique par exemple en raison des dimensions du produit (produit miniature) ou de sa nature (p. ex. matière poudreuse). Les raisons esthétiques ne sont pas suffisantes pour justifier de cette exception.
Certaines législations peuvent contenir des variations sur ces exigences. Par exemple, certaines législations requièrent de compléter le marquage CE avec le numéro d'identification de l'organisme notifié impliqué dans la procédure d'évaluation de conformité du produit. Autre exemple, le marquage CE peut systématiquement être requis sur l'emballage du produit en plus du produit lui-même.
L'existence de marquages ne respectant pas ces règles a contribué à lancer une rumeur selon laquelle des sociétés chinoises utiliseraient un marquage conçu pour ressembler au marquage européen, mais dont les lettres seraient plus resserrées et qui signifierait en réalité China Export (« exportation chinoise », en anglais). Cette rumeur est contestée par la Commission européenne qui n'aurait trouvé aucune trace d'une marque China Export, mais reconnaît des abus et que comme toute autre marque, le marquage CE est sujet à la contrefaçon.
Le marquage CE officiel est disponible sur le site de la Comission européene sur la page dédiée dans differents formats informatique.

## Autres exigences documentaires liées au produit et fondées sur le cadre commun législatif

### Éléments de traçabilité
Liés au marquage CE, des éléments de traçabilité sont aussi requis :
- Numéro de type, de lot ou de série, ou autre élément permettant l'identification ;
- Le nom, la raison sociale ou la marque déposée du fabricant, ainsi que son adresse de contact ou celle de son mandataire dans l'Union européenne ;
- Pour les produits importés, le nom, la raison sociale ou la marque déposée de l'importateur ou du prestataire de services d'exécution des commandes, ainsi que son adresse de contact.

Ces éléments de traçabilité doivent figurer sur le produit ou sa plaque signalétique. De la même manière que pour le marquage CE, lorsqu'il est impossible de placer ses informations directement sur le produit, ces éléments doivent alors être placés sur l'emballage ou dans la documentation fournie avec le produit. Cette exception s'applique par exemple en raison des dimensions du produit (produit miniature) ou de sa nature (p. ex. matière poudreuse). Les raisons esthétiques ne sont pas suffisantes pour justifier de cette exception. L'importateur et le prestataire de services d'exécution des commandes peuvent placer leurs coordonnées sur les emballages au lieu de les placer directement sur le produit lorsque cet emballage est scellé.

### Documentation fournie avec le produit
En fonction de la législation appliquée, le produit doit être accompagné d'instructions et d'informations nécessaires à l'utilisateur pour prendre connaissance des précautions nécessaires au maintien de la conformité de son produit lors de son utilisation. En fonction des exigences de la législation applicable, cela inclut les instructions de sécurité, d'utilisation du spectre radio, de conditions d'utilisations pour maintenir la compatibilité électromagnétique, etc.
Le fabricant, l'importateur et le distributeur doivent s'assurer que le document accompagnant le produit est fourni dans la langue requise par le pays de l'utilisateur final.
Certaines législations prévoient aussi la fourniture de la déclaration UE de conformité avec le produit.

### La documentation technique
La documentation technique est établie par le fabricant. Celle-ci contient l'ensemble des documents ayant permis la démonstration de la conformité aux exigences essentielles de la législation. Elle contient en général un descriptif du produit, des schématiques, une analyse de risque, des rapports d'essais ou d'analyses. La documentation technique doit être établie avant la mise sur le marché du produit.
La documentation technique doit être maintenue à jour tant que des unités du modèle de produit sont mises sur le marché. Une copie de la documentation technique doit être tenue à disposition des autorités en général pendant 10 ans (en fonction de la législation appliquée) après la mise sur le marché de la dernière unité.
En cas d'implication d'un organisme notifié lors de la procédure d'évaluation, cette documentation technique doit lui être soumise. Si l'organisme notifié valide le contenu, il délivrera un certificat d'examen UE de type qui devra être intégré à cette documentation technique.
En cas de demande des autorités, cette documentation technique doit être fournie dans un délai raisonnable, et dans une langue compréhensible (la langue nationale du pays, l'anglais étant en général accepté par les autorités).

### La déclaration UE de conformité
La déclaration UE de conformité est le document rédigé par le fabricant attestant de la conformité des produits à l'ensemble des législations applicables. Cette déclaration peut être perçue comme étant la conclusion de la documentation technique. Comme la documentation technique, la déclaration UE de conformité doit être rédigée avant la mise sur le marché du produit.
La déclaration contiendra en général les coordonnées du fabricant, la description du produit, les législations appliquées, les normes appliquées, si applicable les références du certificat UE de type et la référence de l'organisme notifié. Certaines législations peuvent requérir plus d'éléments.
Ce document doit être maintenu à jour tant que des unités du modèle de produit couvert par la déclaration sont sur le marché. Une copie de la déclaration doit être tenue à disposition des autorités en général pendant 10 ans (en fonction de la législation appliquée) après la mise sur le marché de la dernière unité.
Certaines législations requièrent que la déclaration UE de conformité du produit accompagne le produit lors de sa mise sur le marché (par exemple, la directive machine, ou la directive des équipements radio).

## Rôle et responsabilités des acteurs
Sur base du cadre commun législatif amendé, différents acteurs sont impliqués dans la conformité des produits faisant l'objet d'un marquage CE :
- les opérateurs économiques :
  - Le fabricant ;
  - Le mandataire du fabricant dans l'Union européenne ;
  - L'importateur ;
  - Le distributeur ;
  - (Actif en fonction de la législation) Le prestataire de services d'exécution des commandes ;
- (Actif en fonction de la législation) l'organisme notifié et son autorité notifiante ;
- La surveillance du marché ;
- L'utilisateur final.

### Les opérateurs économiques
Les opérateurs économiques sont les entités concernées dans la mise à disposition du produit sur le marché.

#### Le fabricant
Le fabricant est une personne physique ou morale, faisant concevoir ou fabriquer un produit, puis le commercialise sous son propre nom ou sa propre marque. Le fabricant n'est pas nécessairement localisé dans l'Union européenne. Un fabricant dans l'Union européenne peut aussi faire appel à des usines à l'intérieur ou en dehors de l'Union européenne.
Le fabricant est le responsable de la conformité du produit mis sur le marché européen. Il est celui qui :
- Établit la documentation technique (avec l'évaluation du risque, les rapports d'analyse et d'essais, les schématiques du produit, etc.) ;
- Applique la procédure de conformité décrite dans la législation ;
- Rédige la déclaration UE de conformité ;
- Appose le marquage CE et éléments de traçabilité ;
- Fournit la documentation d'accompagnement dans la langue requise par le pays de destination du produit

Le fabricant doit conserver la documentation technique et la déclaration UE à disposition des autorités pour en général (dépendant de la législation) 10 ans à compter de la dernière mise sur le marché.
Le fabricant doit prendre toutes les mesures nécessaires en cas d'identification d'une non-conformité du produit, par exemple, contacter les autorités compétentes, ses clients et organiser le rappel de produit si nécessaire.
Le fabricant se doit de répondre à toute requête faite par les autorités compétentes.

#### Le mandataire du fabricant dans l'Union européenne
Le fabricant peut, à travers un mandat, déléguer certaines tâches à un mandataire dans l'Union européenne. Un mandataire peut couvrir l'ensemble des pays de l'union. Il ne peut toutefois pas être tenu responsable de la conformité du produit, et il ne peut pas établir la documentation technique qui restent sous l'unique responsabilité du fabricant.

#### L'importateur
L'importateur est la personne responsable de la mise sur le marché européen du produit pour lequel le fabricant n'est pas établi dans l'Union européenne.
L'importateur est le responsable qui doit s'assurer que le fabricant a appliqué la procédure de conformité appropriée et établi la documentation technique, que le produit porte les marquages et informations requises au fabricant, ainsi que la documentation d'accompagnement est fournie avec le produit. L'importateur doit obtenir la déclaration de l'UE, conformité établie par le fabricant, et la conserver disponible pour les autorités pour en général (dépendant de la législation) 10 ans à compter de la dernière mise sur le marché.
L'importateur doit indiquer ses coordonnées sur le produit. Il doit aussi veiller à ce que la documentation d'accompagnement soit fournie dans la langue du pays de destination du produit.
Éventuellement, l'importateur effectue des essais par échantillonnage, afin de vérifier la conformité du produit importé.
L'importateur doit prendre toutes les mesures nécessaires en cas d'identification d'une non-conformité du produit, par exemple, contacter les autorités compétentes, son fournisseur et ses clients, et organiser le rappel de produit si nécessaire.
L'importateur se doit de répondre à toute requête faite par les autorités compétentes.

#### Le prestataire de services d'exécution de commandes
Le prestataire de services d’exécution de commande a récemment été ajouté par le règlement sur la surveillance du marché et la conformité des produits 2019/1020 à certaines législations ayant pour base le cadre législatif commun.
Ce nouvel opérateur économique se définit comme étant toute personne physique ou morale qui propose, dans le cadre d'une activité commerciale, au moins deux des services suivants: entreposage, conditionnement, étiquetage et expédition, sans être propriétaire des produits concernés, à l'exclusion des services postaux, des services de livraison de colis, et de tout autre service postal ou service de transport de marchandises. En effet, des distributeurs, notamment en ligne, localisés en dehors de l'union Européenne utilisent ce genre de plateforme pour la mise sur le marché Européen en forme de vente directe à l'utilisateur final du produit.
Lorsqu'un produit est mis sur le marché sans autre représentant dans l'union Européenne, le prestataire de services d’exécution de commande devient l'entité responsable pour le mise sur le marché.
Il doit s'assurer notamment que la déclaration de conformité et la documentation technique du produit sont disponibles, signaler aux autorités de surveillance du marché tout risque détecté avec un produit mis sur le marché, et coopérer avec les autorités.

#### Le distributeur
Le distributeur est un opérateur économique n'étant ni le fabricant ni l'importateur, mettant à disposition un produit sur le marché européen.
Le distributeur est responsable de s'assurer que le produit porte les marquages et informations requises au fabricant et à l'importateur, ainsi que la documentation d'accompagnement. Le distributeur doit aussi veiller à ce que la documentation d'accompagnement soit fournie dans la langue du pays de destination du produit.
Le distributeur doit prendre toutes les mesures nécessaires en cas d'identification d'une non-conformité du produit, par exemple, contacter les autorités compétentes, son fournisseur et ses clients, et organiser le rappel de produit si nécessaire.
Le distributeur se doit de répondre à toute requête faite par les autorités compétentes.

### Organismes notifiés et autorités notifiantes
En fonction de la procédure d'évaluation de conformité requise ou sélectionnée par le fabricant, un organisme notifié est impliqué.
L'organisme notifié est une tierce partie indépendante dont le rôle est d'établir que le fabricant a démontré la satisfaction du produit aux exigences essentielles de la directive. L'organisme notifié reçoit d'une autorité notifiante (notifying authority, généralement un ministère) d'un État membre de l'Union européenne l'habilitation à pratiquer cette évaluation, ce qui fait l'objet d'une notification à la Commission européenne et aux autres États membres. La Commission européenne publie officiellement cette liste sur le site NANDO. Chaque organisme notifié couvre une ou plusieurs directives.
En fonction de la procédure d'évaluation de conformité prévue par la législation, l'organisme notifié peut agir sous la forme d'une inspection, d'un examen de l'assurance qualité, d'un contrôle de la conception ou d'une combinaison de plusieurs de ces moyens.
En fonction de la législation appliquée, le marquage CE peut devoir être suivi par le numéro d'identification d'un organisme notifié.

### La surveillance du marché
Les autorités de surveillance du marché sont établies par les États membres. Elles ont pour rôle de vérifier la conformité des produits mis à disposition sur le marché, et d'établir des sanctions proportionnées en cas de non-conformité.
Elles ont aussi le rôle d'informer les autorités de marché d'autres pays membres s’il est établi que l'impact est au-delà de ses frontières de compétences.
Une coordination européenne permet d'établir des campagnes de surveillance coordonnées.

### L'utilisateur final
L'utilisateur final d'un produit peut être un consommateur ou une entité juridique.
Il n'existe pas de rôle clairement défini pour l'utilisateur final. Toutefois, le respect par l'utilisateur final des prescriptions fournies par le fabricant avec le produit est un élément clé pour le maintien de la conformité du produit lors de son utilisation, avec notamment les aspects de sûreté du produit.

## Procédures d'évaluation de conformité

### Modules d'évaluation de conformité
Le cadre commun législatif prévoit divers scénarios ("modules") que le législateur peut activer pour chaque législation. Ainsi, chaque directive et règlement propose une ou plusieurs possibilités au fabricant pour évaluer la conformité de son produit, telle qu'elle a été fixée par le législateur.
Celle qui suscite le plus de flexibilité est le « module A : contrôle interne de la fabrication ». L'ensemble de l'évaluation est réalisé par le fabricant du produit, sans implication de tierce partie. Il doit établir une documentation technique comprenant en général un descriptif complet du produit, une analyse de risques, des rapports d'essais ou d'analyses. Lorsque le fabricant utilise des normes harmonisées citées au journal officiel de l'Union européenne, celui-ci obtient une présomption de conformité établie légalement. C'est une fois cette documentation technique établie que le fabricant peut établir sa déclaration UE de conformité, et appliquer le marquage CE. Le fabricant est le responsable qui doit s'assurer que les produits issus de la fabrication de masse restent conformes à la documentation technique.
Les autres modules incluent l'implication d'une tierce partie : l'organisme notifié. En fonction du module repris dans la législation, cet organisme notifié peut être impliqué à diverses étapes de l'évaluation du produit, allant d'une revue de la documentation technique du fabricant, de son mode de fabrication, jusqu'à une évaluation complète du système qualité du fabricant.

### Normes et conformité aux exigences essentielles de la législation
La plupart des législations basées sur le cadre commun législatif prévoit une présomption de conformité basées sur les normes publiées au journal officiel de l'Union Européenne dépendant de chacune des législations.
Ces normes harmonisées sont des Normes Européennes (EN) préparées par un organisme Européen de normalisation (CEN, CENELEC ou ETSI) dans le cadre d'un mandat établi par la commission Européenne. Une norme harmonisée doit contenir une annexe (habituellement référencée ZA pour CEN, ZZ pour Cenelec, A pour ETSI) faisant le lien entre les exigences de la norme, et les exigences essentielles de la législation.
Tout comme les normes Européennes, les normes harmonisées sont adoptées en norme nationale par chaque état membre de l'organisme européen de normalisation. Pour le CEN et le CENELEC, les normes sont disponibles uniquement auprès des organismes nationaux de normalisation tels que l'Afnor ou le NBN pour la Belgique. Les normes de l'ETSI sont disponibles librement sur son site.
Sauf exception, ces normes harmonisées ne sont généralement pas d'application obligatoire. Le fabricant peut utiliser des spécifications techniques alternatives, par exemple lorsque celles-ci sont plus adaptés à l'utilisation prévu du produit. Toutefois, le fabricant devra justifier plus en détail dans sa documentation technique en quoi la solution appliquée permet de répondre aux exigences essentielles de la législation. Certaines législations requiert la consultation d'un organisme notifié dans un tel scénario. Aussi, l’utilisation de spécifications non-harmonisées peut engendrer des difficultés de reconnaissance auprès des autres opérateurs économiques de la chaîne de distribution et de la surveillance du marché.
Il est a noté que depuis 2016, la commission européenne ne cite plus de manière systématique au journal officiel les normes soumises par les organismes Européen de normalisation pour des raisons légalistes. La citation au journal officiel est désormais l'exception plutôt que la règle, mais les normes publiés par les organismes Européen de normalisation et disponibles au moment de la mise sur le marché restent des documents de référence habituellement acceptés par la surveillance du marché.

## Genèse et historique

### Le marquage CE: pourquoi?
Au cours des années 1980, de nombreux industriels se sont plaints de l'existence de barrières « non tarifaires » s'opposant à la libre circulation de leurs produits. Plus précisément, l'Allemagne a été accusée d'utiliser son système de certification technique très élaboré pour « bloquer à la frontière » (ou, du moins, ralentir) les produits d'autres pays membres. Au premier rang des « accusés », la compatibilité électromagnétique.
Après avoir constaté la réalité du problème (qu'il y ait volonté de protectionnisme ou pas), la commission a dû faire face à des besoins contradictoires :
- Supprimer la « capacité de nuisance » d'organismes certificateurs nationaux en matière de libre circulation (sans pour autant les interdire) ;
- À l'inverse, responsabiliser les fabricants, afin qu'ils ne puissent pas chercher une « certification de complaisance » ;
- Éviter un rejet par le consommateur allemand, habitué à un fort niveau de protection : la nouvelle approche se devait d'être contraignante ;
- Laisser une place aux laboratoires de certification, à la compétence reconnue, d'autant que les fabricants (notamment PME) ne disposent pas nécessairement des compétences et des moyens techniques nécessaires.

On en vient donc, naturellement, aux concepts directeurs du marquage CE, même si certaines évolutions sont apparues par la suite :
- une autocertification :
  - Engageant la responsabilité civile et pénale du fabricant (chef d'entreprise) ;
  - Portant sur une obligation de résultat : les exigences essentielles ;
- avec la possibilité (l'obligation dans certains cas) de faire appel à un organisme externe dit « notifié » :
  - Pouvant définir ou assurer tout ou une partie des travaux associés au marquage (essais, mais également ajustement normatif, audits, analyse de construction, assurance produit, etc.)
  - Sans pour autant réduire d'un iota les responsabilités du fabricant ;
- entraînant la rédaction et l'archivage d'un dossier technique et d'une déclaration de conformité ;
  - À l'origine, seulement accessibles à une « autorité notifiée », exclusivement dans le cadre d'une procédure d'infraction :
  - De nos jours, accessible à une « autorité » non décrite, la déclaration de conformité devant (presque toujours) être fournie à l'utilisateur final ;
- Le tout conduisant à apposer un logo : la « marque CE » (transformée depuis en « marquage CE ») :
  - Dont la présence suffit à garantir la libre circulation du produit ;
  - Sachant qu'en cas d'apposition abusive du logo, le produit est retiré de l'ensemble du marché européen, sans préjuger d’éventuelles poursuites judiciaires.

L'ensemble de cette démarche a été qualifié de « nouvelle approche ».

### Les débuts: 1987 à 1996
Les règles « nouvelle approche » ont créé un véritable choc culturel, tant pour la rédaction des directives que pour leur application :
- Si nombre d'industriels dénonçaient le « carcan » des certifications, la perspective d'une autocertification, leur attribuant une totale responsabilité en cas de non-conformité : la certification par tiers leur garantissait une relative sécurité judiciaire ;
- Les certificateurs professionnels :
  - Ayant vocation à devenir les organismes notifiés pour les nouvelles directives ;
  - Étant les seuls à détenir la compétence technique nécessaire pour la rédaction des directives ont été, à ce titre, largement mis à contribution par la commission lors de la rédaction ;
- Les mêmes certificateurs, devenus organismes notifiés, étaient également les seuls à pouvoir suppléer le manque criant de normes harmonisées, dont l'harmonisation ne fut souvent effective que plusieurs années après entrée en vigueur de « leur » directive ;
- De même, le marquage CE, jugé trop peu « informatif » par les acteurs de certains domaines, s'est vu ajouter divers compléments, le rendant unique pour leur domaine.

Il en résulte que certaines des directives de cette époque ont été rédigées pour reproduire les approches « anciennes », faisant la part belle aux organismes notifiés et aux logos spécifiques. C'est ce qui a permis aussi leur entrée en vigueur sans problème apparent, les industriels n'ayant pas nécessairement compris qu'ils avaient reçu une responsabilité juridique intégrale, en dépit de l'intervention de tiers.
Sauf la directive CEM.
La période s'achève sur une certaine « remise au pas » de ces dérives.

#### Directives originelles
Le vocabulaire originel a évolué depuis lors. En particulier :
- le logo Marque CE du début est devenu Marquage CE : on ne distingue plus l'activité et le logo ;
- le « dossier technique de construction » (DTC) du début est devenu dossier technique « tout court[16] ».

Cette situation a cessé avec la parution et l'entrée en vigueur de la dernière de la liste, la directive « Marquage CE ».
Les principales directives de cette période sont les suivantes (NOTE : les références suivantes sont pour la plupart historiques et ont été remplacées.) :
1. Directive « récipients à pression simple » 87/404/CEE[18] :
  - date de parution de la directive : 25 juin 1987 ;
  - date impérative d'application : 1er juillet 1990.
2. Directive « produits de construction » 89/106/CEE[19] :
  - date de parution de la directive : 21 décembre 1988 ;
  - date impérative d'application : 21 juin 1990 (délai de 30 mois à compter de la parution).
3. Directive « sécurité des jouets » 88/378/CEE[20] :
  - date de parution de la directive : 3 mai 1988 ;
  - date impérative d'application : 1er janvier 1990.
4. Bien que n'étant pas la première, la directive CEM 89/336/CEE[21] a « vulgarisé » la « nouvelle approche ». Pour la première fois, il ne s'agissait pas d'un secteur industriel « ciblé » par « sa » directive, mais par l'ensemble de l'industrie, ou peu s'en faut. En outre, la primauté de l'autodéclaration y est clairement affirmée :
  - date de parution de la directive : 3 mai 1989 ;
  - date impérative d'application : 31 décembre 1992 (reporté au 28 avril 1995 par la directive 92/31/CEE).
5. Directive « machines » 89/392/CEE[22] :
  - date de parution de la directive : 14 juin 1989 ;
  - date impérative d'application : 31 décembre 1992.
6. Directive « équipement de protection individuelle » 89/686/CEE[23] :
  - date de parution de la directive : 21 décembre 1989 ;
  - date impérative d'application : 1er juillet 1992.
7. Directive « instruments de pesage à fonctionnement non automatique » 90/384/CEE[24] :
  - date de parution de la directive : 20 juin 1990 ;
  - date impérative d'application : 1er janvier 2003.
8. Directive « dispositifs médicaux implantables actifs » 90/385/CEE[25] :
  - date de parution de la directive : 20 juin 1990 ;
  - date impérative d'application : 31 décembre 1994.
9. Directive « appareils à gaz » 90/396/CEE[26] :
  - date de parution de la directive : 29 juin 1990 ;
  - date impérative d'application : 31 décembre 1995.
10. Directive R&TTE - « équipements terminaux de télécommunications » 91/263/CEE[27]. Cette directive s'applique aussi bien aux réseaux filaires qu'aux radiocommunications. Elle est fortement affectée par l'existence de monopoles publics (Le fait de pouvoir acheter un téléphone dans le commerce au lieu de le louer à l'opérateur étatique était encore récent) dans ce domaine, allant jusqu'à prévoir un logo particulier (en plus du marquage CE) dans le cas d'un matériel relié à un réseau public :
  - date de parution de la directive : 29 avril 1991 ;
  - date impérative d'application : 6 novembre 1992.
11. Faisant le constat de l'impréparation de nombreux industriels, la directive « modificatrice » 92/31/CEE a prorogé le délai d'application obligatoire de la directive CEM :
  - date de parution de la directive : 28 avril 1992 ;
  - date impérative d'application : 28 avril 1995.
12. Directive « nouvelles chaudières à eau chaude alimentées en combustibles liquides ou gazeux » 92/42/CEE[28] :
  - date de parution de la directive : 21 mai 1992 ;
  - date impérative d'application : 31 décembre 1997.
13. Sans attendre la (délicate) mise en service effective de la directive CEM, la directive marquage CE 93/68/CEE[29] vient modifier toutes les directives précédentes :
  1. disparition de la « marque CE » au profit du « marquage CE » ;
  2. disparitions d'une partie des « mentions complémentaires au logo », par exemple, l'ajout des 2 chiffres de l'année derrière le marquage pour certaines directives[30],
  3. plus l’admission, au sein du dispositif « marquage CE », d'une directive « ancienne approche[31] ».
14. Directive basse tension alias « matériels électriques destinés à être employés dans certaines limites de tension » 73/23/CEE[32] :
  - date de parution de la directive : 22 juillet 1993 ;
  - date impérative d'application : 1er janvier 1997 (dans le cadre du marquage CE).

#### La difficile transposition par les États membres
Selon les traités de cette époque, une directive n'avait en soi aucune valeur juridique. Seul son texte de transposition en droit national en avait une, selon le calendrier suivant :
1. date de parution de la directive ;
2. date de transposition « au plus tard », dont le non-respect peut conduire à déclencher une procédure d'infraction contre l’État Membre concerné ;
3. date de fin de période transitoire, à partir de laquelle l'usage des textes antérieurs devient illégal (cette période est officiellement destinée à permettre aux fabricants et aux distributeurs d'écouler leurs stocks).

La liste ci-dessus mentionne la première et la dernière de ces dates.
La « nouvelle approche » changeant de nombreuses habitudes (par rapport à la certification par tiers, ou bien par rapport à la non-certification), cette première génération de directives n'a pas été transposée sans quelques difficultés :
- la transposition de la directive CEM par la France a nécessité deux décrets et un arrêté (fixant la date de transposition effective), après une vaine tentative d'exclure l'ensemble du domaine médical ;
- en 1995, l'Irlande a été condamnée pour « manquement d'état » faute d'avoir transposé la directive CEM (Arrêt de la Cour (cinquième chambre) du 11 août 1995[34])
- en 1997, la Belgique a été condamnée pour « manquement d'état » faute d'avoir transposé correctement la directive produits de construction (Arrêt de la Cour (cinquième chambre) du 18 décembre 1997[35]).

Et, ceci sans compter de multiples différends d'ordre privé, dûment référencés dans le JOUE.

### La maturité: 1994[36]à 2008
La plupart des directives en service actuellement appartiennent à cette période.
On constate :
- une nette amélioration de l’homogénéité rédactionnelle (le plan d'une directive est quasi reproductible) ;
- une montée en puissance de l'auto-certification, aidée en cela par :
  - l'abondance des normes harmonisées dans la plupart des domaines, et le recul des monopoles et
  - autres domaines réservés des administrations nationales (notamment dans le domaine des télécommunications) ;
- une définition plus précise des exigences essentielles, du contenu du dossier technique ou de la déclaration de sécurité ;
- une meilleure définition des attributions et du mode de certification des organismes notifiés.

Par ailleurs, le « bras armé » du marquage CE est renforcé par l'adoption, puis la transposition, de la directive « responsabilité du fait du produit ».
Enfin, la plupart des groupes de pression (fabricants, consommateurs, certificateurs, etc.) ont appris à agir sur le texte de la directive, et non plus sur la transposition en droit national. De ce fait, certaines directives ont subi quelques pressions quant à leur finalité : le marquage CE n'est pas (et ne doit pas être) un label de qualité ou un certificat de sécurité (si ce n'est à travers les exigences essentielles de certaines directives).

#### Directives
NOTE : les références suivantes sont pour la plupart historiques et ont été remplacées.
1. Directive ATEX 1994/9/CE[39]
  - date de parution de la directive : 23 mars 1994
  - date impérative d'application : 30 juin 2003
2. Directive Ascenseurs 1995/16/CE[40]
  - date de parution de la directive : 29 juin 1995
  - date impérative d'application : 30 juin 2002
3. Directive Équipements sous pression 1997/23/CE[41]
  - date de parution de la directive : 29 mai 1997
  - date impérative d'application : 29 novembre 1999
4. Directive instruments de mesure 2004/022/CE[42]
  - date de parution de la directive : 31 mars 2004
  - date impérative d'application : 30 octobre 2016 (date au plus tard, pour un appareil pourvu d'une approbation de type de validité indéfinie)
5. Directive CEM 2004/018/CE[43]
  - date de parution de la directive : 15 décembre 2004
  - date impérative d'application : 20 juillet 2009
6. Directive Machines 2006/042/CE[44]
  - date de parution de la directive : 17.05.2006
  - date impérative d'application : 29.12.2009
7. Directive basse tension 2006/095/CE
  - date de parution de la directive : 12 décembre 2006
  - date impérative d'application : 1er janvier 2007 (la brièveté du délai s'explique par le fait que cette directive est identique à la directive 73/23/CEE « modifiée » qu'elle remplace).
8. Directive articles pyrotechniques 2007/023/CE
9. Directive « instruments de pesage à fonctionnement non automatique » 2009/023/CE[45]
  - date de parution de la directive : 23 avril 2009
  - date impérative d'application : 12 mai 2009 (la brièveté du délai s'explique par le fait que cette directive est identique à la directive 90/384/CEE « modifiée » qu'elle remplace).
10. Directive «récipients à pression simples» 2009/105/CE

#### Transposition par les États membres
Dans l'ensemble, les choses se passent bien. On notera toutefois :
- une certaine propension à réécrire la directive (France, pour la directive CEM) ;
- et une condamnation de la Grèce (République Hellénique) en 2010, pour « manquement d'état ») faute d'avoir transposé la directive machine dans les délais légaux (Arrêt de la Cour (septième chambre) du 7 octobre 2010[46]).

### Nouvelles orientations: 2008 à nos jours
Les législations de cette période se caractérisent principalement par :
- l'appel obligatoire à plusieurs documents « horizontaux » :
  1. règlement (CE) n° 765/2008 du Parlement européen et du Conseil[47], qui définit les règles d'accréditation des organismes d'évaluation de la conformité, les modalités de la surveillance des produits mis sur le marché et du contrôle des produits en provenance de pays tiers ainsi que les principes généraux du marquage CE ;
  2. décision no 768/2008/CE du Parlement européen et du Conseil[48], qui établit des principes communs et des dispositions de référence conçus pour être appliqués à l'ensemble de la législation sectorielle, afin de fournir une base cohérente aux révisions ou aux refontes de cette législation[49] ;
  3. Règlement (UE) 2019/1020 du Parlement européen et du Conseil du 20 juin 2019[50] sur la surveillance du marché et la conformité des produits, et modifiant la directive 2004/42/CE et les règlements (CE) n° 765/2008 et (UE) n° 305/2011;
  4. Règlement (UE) 1025/2012 du Parlement européen et du Conseil du 25 octobre 2012[51] relatif à la normalisation européenne;
- la responsabilité étendue du seul fabricant (ou importateur) à la totalité de la chaîne logistique ;
- une nouvelle redéfinition du rôle et des responsabilités des organismes notifiés, afin de pallier des dérives observées dans le passé.

Les législations les plus récentes incluent toutefois de plus en plus de déviations aux principes du cadre commun, par exemple en prévoyant l'utilisation de spécifications techniques, parfois obligatoires, établies par la commission européenne en cas où la norme n'est pas publiée au journal officiel (conséquence des difficultés pour citer une norme harmonisée au journal officiel), de nouveaux opérateurs économiques, un passeport numérique du produit.
Dans sa version finale de l'évaluation du cadre commun législatif, la commission européenne conclut sur le besoin d'adapter le cadre commun législatif à l'ère numérique et à l'économie circulaire.

#### Directives
1. Directive CEM 2014/30/UE[53]
  - date de parution de la directive : 26 février 2014
  - date impérative d'application : 20 mars 2016
2. Directive « instruments de pesage à fonctionnement non automatique » 2014/31/UE[54]
  - date de parution de la directive : 26 février 2014
  - date impérative d'application : 20 mars 2016
3. Directive « instruments de mesure » 2014/32/UE[55]
  - date de parution de la directive : 26 février 2014
  - date impérative d'application : 30 octobre 2016
4. Directive « ascenseurs » 2014/33/UE[56]
  - date de parution de la directive : 26 février 2014
  - date impérative d'application : 20 avril 2016
5. Directive « ATEX » 2014/34/UE[57]
  - date de parution de la directive : 26 février 2014
  - date impérative d'application : 20 avril 2016
6. Directive « basse tension » 2014/35/UE[58]
  - date de parution de la directive : 26 février 2014
  - date impérative d'application : 20 avril 2016
7. Directive Radio 2014/53/UE[59] : cette directive abroge explicitement la directive R&TTE, sans toutefois inclure les réseaux filaires, renvoyés à la « règle commune » (« CEM » et « basse tension »)
  - date de parution de la directive : 16 avril 2004
  - date impérative d'application : 13 avril 2016

## Conséquences légales
Il existe plusieurs façons de vérifier l’utilisation correcte du marquage CE. Les autorités publiques de chaque État membre ont la responsabilité de contrôler les produits avec marquage CE, en coopération avec la Commission européenne. En cas de soupçon d’abus concernant le marquage CE, les citoyens ont le droit de s’adresser aux autorités compétentes dans leurs pays. Les sanctions prévues pour la contrefaction du marquage CE suivent la législation en vigueur dans chaque État membre. Proportionnellement à la gravité de l’infraction, les opérateurs économiques peuvent subir des sanctions qui vont d’amendes jusqu’à la détention. Si l’infraction ne pose pas de risque immédiat pour la sécurité des utilisateurs, le fabricant ne sera pas obligé de retirer ses produits du marché, à condition qu’il se conforme à toutes les procédures nécessaires pour obtenir la conformité CE.